# Закони привабливості
«Закони привабливості» (англ. Laws of attraction) — романтична історія двох нью-йоркських спеціалістів з шлюборозвідних справ, адвокатів Даніела Рафферті (Пірс Броснан) і Одрі Вудс (Джуліанн Мур), знята режисером Пітером Гавіттом.

## Сюжет
Успішним, впливовим адвокатам, спеціалістам з шлюборозвідних процесів Даніелу Рафферті (Пірс Броснан) і Одрі Вудс (Джуліанн Мур) щоденно у своїй сухій і суворій практиці доводилось бути сумними свідками розбитих любовних надій — як в супружніх парах зникало кохання, як руйнувалися сім'ї. І які, після цього всього, їх власні шанси створити сім'ю і зберегти кохання?
Одрі і Даніел — протилежності в будь-якій справі. Одрі Вудс — перфекціоністка, і в своїй практиці завжди суворо дотримується закону. Даніелу вдається перемагати, використовуючи імпровізацію, чарівність, інтуїцію і переконливе красномовство. Якось їм випало виступати один проти одного по різні сторони барикад на брудному публічному шлюборозвідному процесі відомої пари: модельєра Сирени і рок-музиканта гурту «The Needles» Торна Джемісона (Паркер Поузі і Майкл Шин). Обоє клієнтів мають претензії на розкішний старовинний замок, що знаходиться в Ірландії. Адвокати відправляються в Ірландію, щоби на місці розібратися в ситуації і перевірити свідчення клієнтів.
Під час цієї поїздки Одрі і Даніел відчувають, що поступово між ними виникає взаємна цікавість, але жоден з них не бажає цього визнати. Одного разу колеги-суперники потрапляють на романтичне місцеве фольклорне святкування і… після бурхливих нічних веселощів на ранок просинаються чоловіком і дружиною. Шлюб, що здавався Одрі лише плодом її уяви, став суворою реальністю.

## У ролях
| Актор           | Роль            |
| --------------- | --------------- |
| Пірс Броснан    | Деніел Рефферті |
| Джуліанн Мур    | Одрі Вудс       |
| Майкл Шин       | Торн Джеймісон  |
| Паркер Поузі    | Серена          |
| Френсіс Фішер   | Сара Міллер     |
| Нора Данн       | Джудж           |
| Джонні Майерс   | Ештон           |
| Майк Дойл       | Майкл Росон     |
| Енні Райан      |                 |
| Венсан Марцелло |                 |
| Сара Джеймс     | Офіціантка      |
| Девід Вілмот    |                 |
| Сара Гілберт    |                 |
| Аллан Г'юстон   | Адамо           |